# Яблочный пирог

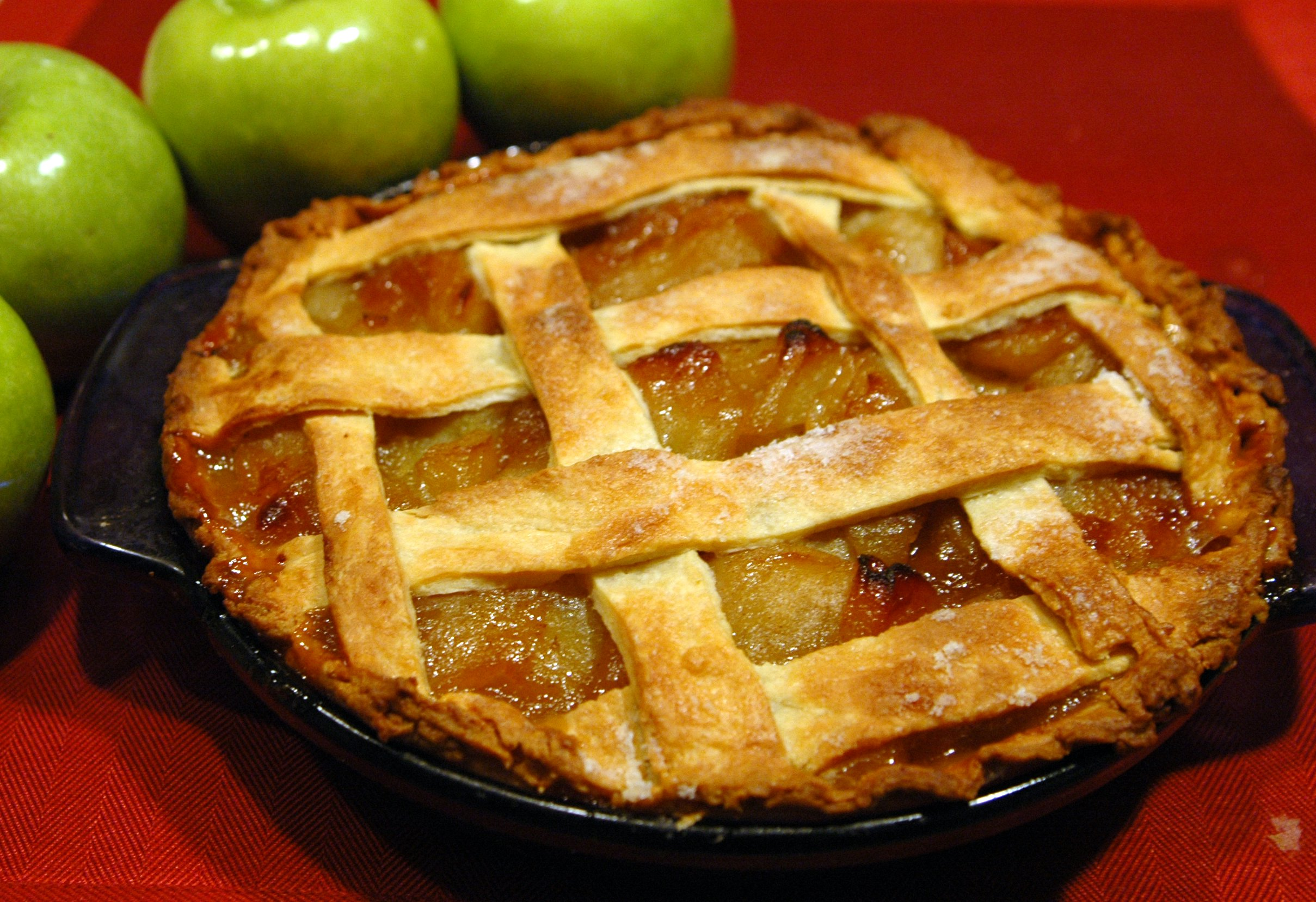
Яблочный решётчатый пирог

Яблочный пирог — одна из самых распространённых разновидностей пирога, для начинения которого используются яблоки. Поскольку яблоки являются одним из самых доступных фруктов умеренной полосы, яблочный пирог является одним из основных десертных блюд кулинарии разных европейских народов, в том числе и русских.
В Средние века печь яблочные пироги (или же пирожки) начинали обычно после созревания яблок, то есть к осени, яблочный пирог имел стойкую ассоциацию с праздником урожая и скорым наступлением осени. Ныне из-за широкой доступности яблок и наличия разнообразных способов их хранения, яблочный пирог можно готовить круглый год, в том числе и в регионах, где яблок никогда не было (но куда яблони были завезены уже в новое время — Северная и Южная Америка). Существует много разновидностей яблочного пирога. Для приготовления яблочного пирога можно использовать несколько видов теста: дрожжевое, песочное, слоёное, вытяжное. Поэтому в ингредиенты непременно входят яйца, сливочное масло и мука. Самые нежные и пышные яблочные пироги обычно получаются из дрожжевого теста. При этом яблочный пирог может быть открытым, полуоткрытым и закрытым. Один из самых простых рецептов яблочного пирога, получивший распространение в странах бывшего СССР — это шарлотка с яблоками. В США яблочный пирог является одним из национальных символов (в особенности штата Виргиния), хотя ныне он зачастую приготовляется на основе полуфабрикатных коржей.

## История
Право называться «родиной» яблочного пирога оспаривается несколькими странами — это Россия, Америка, Англия и Франция. Каждая из этих стран владеет своим секретом приготовления пирога.

Яблочные пироги известны со времен Средневековья. В XIV веке пироги очень отличались от сегодняшних. Тогда в распоряжении поваров не было не только сахара, но и дрожжевого теста. Яблоки запекали в формах.
В 1390 году появилась поваренная книга, составленная из рецептов поваров английского короля Ричарда II. Так появился первый записанный рецепт яблочного пирога.

## Сервировка
В западных странах яблочный пирог часто подается в à la mode, то есть увенчивается мороженым. В другом сервировочном стиле кусочек острого сыра чеддер помещается поверх или рядом с кусочком готового пирога. Яблочный пирог с чеддером популярен на американском Среднем Западе и в Новой Англии, особенно в Вермонте, где он считается государственным блюдом. На севере Англии часто используют сыр Венслидейл.